# Vítor Gamito
Vítor Manuel Gamito Gomes (nascido em 21 de abril de 1970 em Lisboa) é um ciclista português. profissional entre 1992 e 2004, foi campeão de Portugal do contrarrelógio em 1999 e 2000. A sua maior vitória foi a Volta a Portugal onde foi o vencedor em 2000 após ter fracassado quatro vezes com o segundo lugar (1993, 1994, 1997 e 1999).

## Fichas biográficas
Considerado dos melhores especialistas portugueses em contra-relógio, Vítor Gamito também foi tema de uma reportagem de televisão - "Raio de Sorte" em 2001, e de um livro - "Vítor Gamito - As Voltas de uma carreira", que teve a sua primeira edição em Agosto de 2006.
Ao finalizar no ano 2013, anuncia a sua intenção de participar na Volta a Portugal de 2014.

Obrigado a interromper a sua corrida de ciclismo em maio  de  2004, por um problema cardíaco, diz ter tido que «renunciar a sua paixão, a sua vida, de uma maneira súbita e imprevisível». Quer provar que «a força de vontade, de compromisso e de determinação, a idade não é um impedimento para o acerto dos seus objectivos». Quer mostrar aos adeptos do ciclismo, este que falha para enfrentar a mais grande prova ciclista de Portugal, três ou quatro mêses de preparação a tempo completo, sem nada a esconder, os treinamentos, a nutrição, os sacrifícios... Passa nos testes cardíacos «impecável» desde então, quer pôr à prova os limites do seu corpo tanto físico que psicológico.

Diretor desportivo de uma equipa durante dois anos (a formação Riberalves-GoldNutrition,) diretor da comunicação de outra, pouco toca ou anda de bicicleta durante as três ou quatro primeiros anos. Depois, sob a influência de amigos, começa a fazer do BTT, de uma maneira discreta primeiramente, depois o vírus da competição retomando-o, de uma maneira bem mais intensiva, disputando nas provas tais como a TransPortugal, a Titan Desert ou a Brasil Arruga. Competições de outro modo mais difíceis fisicamente que a Volta a Portugal, se sente pronto para enfrentar este repto. Espera convencer uma equipa de alista-lo. Deseja por ali inclusive fazer os seus adeuses dignamente ao ciclismo de estrada, o que tem sido proibido durante nove anos.
Alguns meses mais tarde, maior de quarenta e quatro anos, Gamito sai bem à saída da Volta a Portugal nas fileiras da formação lusitana LA Alumínios-Antarte. Termina a prova à oitenta segundos do primeiro. ele tem um canal de youtube.

## Palmarés

### Palmarés ano por ano
- 1991
  -     - 9. ª etapa da Volta ao Jogo

- 1993
  - Grande Prémio Jornal de Notícias :
    - Classificação geral
      - 1.ª e 2. ª etapas

  - 10. ª etapa da Volta a Portugal
  - 2.º da Volta a Portugal

- 1994
  - Grande Prémio Jornal de Notícias :
    - Classificação geral
    - Prólogo e 5. ª etapas

  - Volta ao Algarve :
    - Classificação geral
      - 4.º e 7. ª etapas

  - Prólogo e 4. ª etapas do Grande Prémio Jornal de Notícias
  - 13. ª etapa da Volta a Portugal
  - 2.º da Volta a Portugal
  - 3.º da Volta a Portugal do Futuro

- 1995
  - Prólogo do grande Prêmio do Miño
    - 3. ª etapa do Troféu Joaquim Agostinho (contrarrelógio)
    - 4.º e 13. ª etapas da Volta a Portugal (contrarrelógio)

  - Prólogo da Volta de Trás-osso-Montes e Elevado Duero
    - 2 etapas da Volta a Portugal do Futuro

  - 2.º do Rapport Toer
  - 2.º do Grande Prémio Correio da Manha
  - 3.º da Volta de Trás-osso-Montes e Elevado Duero
  - 3.º do grande Prêmio do Miño

- 1996
  - 2.º da Volta a Portugal

- 1998
  -     - 4. ª etapa do grande Prêmio do Miño
    - 4. ª etapa do Grande Prémio Jornal de Notícias
    - 4.ºtem etapa do Troféu Joaquim-Agostinho (contrarrelógio)

  - 2.º do Campeonato de Portugal de contrarrelógio
  - 2.º da Volta ao Alentejo
  - 2.º do Troféu Joaquim-Agostinho
  - 2.º do Grande Prémio Jornal de Notícias
  - 2.º do Circuito de Malveira

- 1999
  -  Campeão de Portugal de contrarrelógio
    - 1.ª etapa do grande Prêmio Deporte Notícias
    - 2. ª etapa do Grande Prêmio Abimota

  - Grande Prêmio do Miño :
    - Classificação geral
      - 3.ºb etapa (contrarrelógio)

    - 5. ª etapa da Volta a Portugal (contrarrelógio)

  - 2.º da Volta a Portugal
  - 3.º do Grande Prêmio Abimota

- 2000
  -  Campeão de Portugal de contrarrelógio
  - Grande Prêmio do Miño :
    - Classificação geral
      - 2. ª etapa

  - Volta a Portugal :
    - Classificação geral
    - 10.º e 13.º (contrarrelógio) etapas

- 2001
  - 2.º da Grande Prêmio Mosqueteiros - Rota do Marquês

- 2003
  -     - 6. ª etapa da Volta a Portugal
    - 4.ºtem etapa da Volta ao Alentejo

  - 2.º do grande Prêmio Cantanhede

### Resultados na as grandes voltas

#### Volta a Espanha
- 1994 : abandono
- 1995 : abandono
- 1996 : abandono